# Torskefjorden
Torskefjorden er en fjord i Torsken kommune i Troms og Finnmark fylke  i Norge. Fjorden er 13 kilometer lang, og går mod øst  fra indløbet mellem Indre Månesodden i nord og Skjøttevika i syd, til Gryllefjordbotn inderst i Gryllefjorden, en af fjordarmene.
Fjorden er omkring 5 kilometer bred i den ydre del, men ved Torskøya, som ligger midt i fjorden, deler den sig i flere smallere fjordarme. Gryllefjorden går mod nord og så østover forbi kommunecenteret Gryllefjord, og er den længste fjordarm. Øst for Torskøya går fjorden videre til bygden Torsken, hvor den deler sig i Skipsfjorden i nord og Osterfjorden i syd.
Der er færgeforbindelse fra Gryllefjord til Andenes på Andøya.